# Grab (Gračac)
Grab falu Horvátországban Zára megyében. Közigazgatásilag Gračachoz tartozik.

## Fekvése
Zárától légvonalban 56, közúton 69 km-re északkeletre, községközpontjától 4 km-re délkeletre, Lika déli részén, a Velebit-hegységben fekszik.

## Története
A régészeti leletek tanúsága szerint a határában levő Cerovačka-barlangban már az ókorban is éltek emberek. A Donja Cerovačka-barlangban a bejárat közelében ókori cseréptöredékeket találtak. A török kiűzése (1685) után pravoszláv lakossággal betelepült likai falvak közé tartozik. A településnek 1857-ben 680, 1910-ben 721 lakosa volt. Az első világháború után előbb a Szerb-Horvát-Szlovén Királyság, majd Jugoszlávia része lett. 1991-ben csaknem teljes lakossága szerb nemzetiségű volt. Lakói még ez évben csatlakoztak a Krajinai Szerb Köztársasághoz. A horvát hadsereg 1995 augusztusában a Vihar hadművelet során foglalta vissza a települést. Szerb lakói elmenekültek.. A településnek 2011-ben 78 lakosa volt.

## Lakosság
| Lakosság változása | Lakosság változása | Lakosság változása | Lakosság változása | Lakosság változása | Lakosság változása | Lakosság változása | Lakosság változása | Lakosság változása | Lakosság változása | Lakosság változása | Lakosság változása | Lakosság változása | Lakosság változása | Lakosság változása | Lakosság változása |
| ------------------ | ------------------ | ------------------ | ------------------ | ------------------ | ------------------ | ------------------ | ------------------ | ------------------ | ------------------ | ------------------ | ------------------ | ------------------ | ------------------ | ------------------ | ------------------ |
| 1857               | 1869               | 1880               | 1890               | 1900               | 1910               | 1921               | 1931               | 1948               | 1953               | 1961               | 1971               | 1981               | 1991               | 2001               | 2011               |
| 680                | 774                | 698                | 721                | 730                | 721                | 717                | 778                | 486                | 493                | 412                | 341                | 239                | 219                | 61                 | 78                 |

## Nevezetességei
- A falu nyugati határában a Velebit-hegységhez tartozó Crnopac-hegy északkeleti lejtőjén, a Velebit Természetvédelmi Park déli részén található a Cerovačka-barlang.  A barlang két részből, a Gornja és a Donja Čerovačkából áll. A Gornja Čerovačka a vasúti pályatest felett nyílik, hosszúsága 1295 méter. A II. világháború idején egy része menedékhelyül szolgált. A barlang "Medvjeđi rov" nevű ágában a barlangi medve csontjait találták meg. A Donja Čerovačka-barlang hossza a felső barlangnak több mint kétszerese, 2779 méter. Bejárata a másikénál sokkal szűkebb, mivel a vasút közelsége miatt fel van falazva. A bejárattól mintegy száz méterre cseréptöredékek kerültek elő, melyeket díszítésük alapján az illírek itt élő törzsének a japodoknak tulajdonítanak. Mindkét barlang védett természetvédelmi terület és régészeti lelőhely.
- Védett őskori régészeti lelőhely a Gusarica-víznyelő.
- A Vučjak-hegyszorosban, a róla elnevezett kút közelében található kora híres uszkók vezérének Ilija Smiljanićnak a sírja.